# Kanton Chambon-sur-Voueize
Kanton Chambon-sur-Voueize (francouzsky Canton de Chambon-sur-Voueize) je francouzský kanton v departementu Creuse v regionu Limousin. Tvoří ho 11 obcí.

## Obce kantonu
- Auge
- Budelière
- Chambon-sur-Voueize
- Lépaud
- Lussat
- Nouhant
- Saint-Julien-le-Châtel
- Saint-Loup
- Tardes
- Verneiges
- Viersat